# Zaphne katahdinensis
Zaphne katahdinensis är en tvåvingeart som beskrevs av Griffiths 1998. Zaphne katahdinensis ingår i släktet Zaphne och familjen blomsterflugor. Inga underarter finns listade i Catalogue of Life.